# Тустла-Чико
Тустла-Чико (исп. Tuxtla Chico) — малый город в Мексике, штат Чьяпас, входит в состав одноимённого муниципалитета и является его административным центром. Численность населения, по данным переписи 2020 года, составила 7662 человека.

## Общие сведения
Название Tuxtla с языка науатль можно перевести как — кроличье место, а Chico (с исп. — «небольшой, маленький»), дано испанцами для различия с Тустла-Гутьерресом.
Поселение было основано в доиспанский период. В 1486 году регион с поселением был завоёван ацтеками по распоряжению императора Ауисотля.
В 1524 году регион Соконуско был завоёван конкистадорами во главе с Педро Альварадо, куда входило поселение Тустла.
В 1569 году оно вошло в генерал-капитанство Гватемала. В это время в деревне проживали знатные семьи, а также большая группа индейцев киче.
В 1685 году построена церковь Богоматери Канделярии.
11 сентября 1842 года регион Соконуско перешёл в мексиканский штат Чьяпас.
В 1970 году построена асфальтированная дорога до Метапа-де-Домингеса.
В 1986 году построен дом культуры, в 1987 году — новый муниципальный рынок, в 2000 году — библиотека и детский сад.